# FC Emmen
FC Emmen is een Nederlandse voetbalclub uit de Drentse stad Emmen, die werd opgericht op 21 augustus 1925. Het is de enige profvoetbalclub uit de provincie Drenthe. De club speelt sinds 1985 profvoetbal en kwam vervolgens 33 seizoenen achtereen uit in de Eerste divisie. In het seizoen 2017/18 promoveerde de club via de play-offs voor het eerst in de clubgeschiedenis naar de Eredivisie. Op 20 mei 2021 daalde FC Emmen weer af naar de Eerste divisie nadat de play-off wedstrijd tegen NAC Breda werd verloren na het nemen van strafschoppen. Op 29 april 2022 werd de club voor het eerst kampioen van de Eerste divisie, waardoor het meteen weer naar de Eredivisie promoveerde. Op 11 juni 2023 verloor FC Emmen in de finale van de nacompetitie voor de tweede keer van Almere City FC, zodat de club de Eredivisie weer moest verlaten.
De traditionele uitrusting van FC Emmen bestaat uit een rood shirt met een verticale brede witte baan in het midden, een witte broek en witte kousen met horizontale rode strepen. Thuiswedstrijden worden afgewerkt in stadion De Oude Meerdijk.

## Geschiedenis

### De beginjaren
De club werd opgericht op 21 augustus 1925 door Ginus Groothuis en Willem Slik, onder de naam Noordbarge Emmen Combinatie (NEC). Aanleiding was het verdwijnen van alle drie lokale voetbalclubs, enkele maanden eerder. Een jaar na de oprichting ging de club verder onder de naam VV Emmen. In 1926 werd de Drentse Voetbalbond (wat later onderdeel werd van de KNVB) opgericht. De Noordbarge Emmen Combinatie was een van de initiatiefnemers hier van. De amateurvereniging wist tot 1988 (het moment waarop de profs zich afscheidden van de amateurs) diverse titels te winnen met als hoogtepunt het winnen van het landelijk kampioenschap van de zondagamateurs.

### Van amateurclub naar profclub
In 1955, een jaar na de invoering van het betaald voetbal, had Emmen al de mogelijkheid om toe te treden tot de profs. Op een ledenvergadering werd echter besloten dat niet te doen. Nadat in 1971 het naburige SC Drente uit het betaald voetbal werd weggesaneerd, bleef er de behoefte aan betaald voetbal in Drenthe. In 1985 besloot Emmen (na een jaar uitstel, om aan alle voorwaarden te kunnen voldoen), de overstap naar de Eerste divisie, en daarmee het betaald voetbal, te maken. Direct na de toetreding tot het betaald voetbal dreigde een aantal keren een faillissement voor de club, maar in de seizoenen 1986/87 en 1991/92 wist Emmen te overleven.

### De succesvolle jaren '90
In de Eerste divisie ontwikkelde Emmen zich na enige jaren tot een in sportief opzicht stabiele ploeg, die geregeld de nacompetitie haalde. In de eerste vier seizoenen verbleef Emmen nog bij de onderste plekken op de ranglijst maar in 1990 werd voor het eerst de nacompetitie gehaald en kwam Emmen daarin dicht bij promotie. In de finale tegen sc Heerenveen en in de herkansing tegen N.E.C. werd er verloren, waardoor promotie uitbleef. In datzelfde seizoen schakelde Emmen twee eredivisieclubs (RKC Waalwijk en N.E.C.) uit in de KNVB-Beker en haalde het daardoor de kwartfinale, waarin PSV te sterk was. Van 1996 tot 2000 werd onder aanvoering van Azing Griever steeds de top vijf gehaald en behoorde het kampioenschap enkele keren tot de mogelijkheden. Met spelers als Michel van Oostrum, Jan de Jonge, Mika Nurmela en Martin Drent zorgde Emmen voor attractief voetbal en een goed gevuld stadion. Men bleef echter steeds aangewezen op de nacompetitie die nooit succesvol werd afgesloten. Ook in 2003 was de club nog een keer dichtbij promotie maar bleek ADO Den Haag net te sterk in de strijd om het kampioenschap.

### Jaren in de marge
De goede jaren werden gevolgd door een moeilijkere periode. In de seizoenen 2004/05 en 2011/12 wist FC Emmen een faillissement maar ternauwernood af te wenden en ook in sportief opzicht was het overleven, waarbij een degradatie maar net kon worden voorkomen. De jaren hierna werd door middel van een financieel en technisch realistisch beleid de weg weer geleidelijk aan naar boven gevonden en werd de club een stabiele eerste divisieclub die een aantal keren mocht meestrijden in de play-offs.

### Promotie naar de Eredivisie
In 2017/18 promoveerde Emmen onder aanvoering van hoofdtrainer Dick Lukkien na het behalen van de zevende plaats vrij onverwacht voor het eerst in zijn bestaan naar de Eredivisie. In de play-offs voor promotie wist de club N.E.C. en Sparta Rotterdam uit te schakelen. Hierdoor werd Emmen de eerste Drentse voetbalclub ooit die in de eredivisie uit zou komen. De club debuteerde in de eredivisie met een 2-1 overwinning op bezoek bij ADO Den Haag. Op 12 mei 2019 handhaafde Emmen zich in de Eredivisie door met 2-3 te winnen bij Willem II in Tilburg. Emmen eindigde uiteindelijk op de veertiende plaats.
Tijdens het tweede seizoen in de Eredivisie stond FC Emmen na zesentwintig wedstrijden op de twaalfde plaats toen de competitie werd stilgelegd vanwege de coronacrisis in Nederland. De nationale voetbalbond besloot de competitie te beëindigen, waardoor Emmen opnieuw verzekerd was van een plek in de eredivisie. Gedurende haar derde seizoen op het hoogste niveau stond de ploeg lange tijd onderaan, maar wist het richting het eind van de competitie nog te klimmen op de ranglijst. Zelfs een veilige rangschikking kwam nog even binnen handbereik, maar uiteindelijk bleek de 16e plaats het hoogst haalbare, waardoor de club veroordeeld was tot het spelen van play-offs om promotie/degradatie. Hierin werden ze na strafschoppen uitgeschakeld door NAC Breda, waardoor er na drie seizoenen een einde kwam aan het Eredivisie-avontuur.
Op 17 mei 2021 wist FC Emmen uit met 0-4 bij VVV-Venlo te winnen. Het was voor de Drentse club de grootste zege in de Eredivisie.
In 2022 promoveerde de club meteen weer naar de Eredivisie. Op 29 april 2022 werd de club voor het eerst kampioen van de Eerste divisie.
De tweede periode in de Eredivisie bleef beperkt tot één seizoen. FC Emmen wist rechtstreekse degradatie te ontlopen door als zestiende te eindigen, maar verloor in de finale van de play-offs van Almere City FC, waardoor de club weer naar de Eerste divisie degradeerde.
FC Emmen eindigde het volgende seizoen op de zevende plaats in de Eerste divisie en werd vervolgens in de tweede ronde van de play-offs uitgeschakeld door NAC Breda. In het seizoen 2024/25 haalde de Drentenaren de play-offs niet. Op de laatste speeldag moest er worden gewonnen uit tegen Telstar, maar het werd 3-0 voor de thuisploeg, waardoor FC Emmen op de achtste plaats eindigde.

## Erelijst
| Competitie                             | Aantal | Jaren            |
| -------------------------------------- | ------ | ---------------- |
| Nationaal                              |        |                  |
| Kampioen Eerste divisie                | 1x     | 2021/22          |
| Runners-up Eerste divisie              | 2×     | 1995/96, 2002/03 |
| Promotie naar Eredivisie via play-offs | 1×     | 2017/18          |

## Clubcultuur

### Embleem
Bij de toetreding tot het betaalde voetbal in 1985 hanteerde de profafdeling hetzelfde embleem als de amateurafdeling. In 1988 werd een scheiding tussen amateur- en betaald voetbal aangebracht en ging de profclub verder als Stichting Betaald Voetbal Emmen, hoewel in de praktijk veelal werd gesproken van BVO Emmen (waarbij BVO staat voor Betaal Voetbal Organisatie). Begin jaren ‘90 werd daartoe ook een nieuw embleem ingevoerd. De veronderstelling was dat bij een profclub een zakelijk, strak en modern embleem hoorde.
In 2005 besloot de club terug te grijpen op de historie: de naam werd veranderd in FC Emmen en er kwam een nieuw, traditioneel embleem.
De belangrijkste elementen in het embleem zijn, naast de clubnaam; het in ere herstelde rood-witte wapen, een klassieke leren bal, het oprichtingsjaar 1925 en de kenmerkende onderdelen van de Drentse vlag (de toren en zes sterren).

### Tenue
In de beginjaren speelde de club in rood-zwarte tenues, overgenomen van een van haar voorgangers, VEV (Vlug en Vaardig). Al snel werden de kleuren veranderd naar groen-wit en later naar het rood-wit waar de club ook nu nog in speelt. In het begin van de proftijd werd op verschillende manieren aan die kleuren invulling gegeven, maar vanaf het seizoen 1993/94 werd teruggegrepen naar de traditionele uitrusting; een rood shirt met een verticale brede witte baan in het midden (en veelal een witte broek).
In de seizoenen 2008/09, 2009/10 en 2010/11 speelde FC Emmen vaak in hoofdzakelijk witte shirts, door problemen omtrent de levering van juiste tenues. In het seizoen 2011/12 speelde de club weer in de traditionele uitrusting.
De uittenues van FC Emmen verschillen per seizoen.

### Clublied
Het officiële clublied van FC Emmen sinds de toetreding in het betaald voetbal is “Rood Wit Aan De Bal”. Daarvoor was “Mijn Rood Wit Hart” het clublied. “Rood Wit Aan De Bal”  is gecomponeerd door Janderman van den Berg en gearrangeerd door Harro Wimmenhove  De eerste plaatopname van het lied stamt uit 1985. Destijds werd het gezamenlijk vertolkt door een aantal bekende Emmer popgroepen. Rondom 1998 verscheen er een nieuwe versie die nog steeds in het stadion wordt gebruikt. In de loop van de jaren zijn er meer liederen bijgekomen, waaronder ook “Emmen, mijn voetbalstad” door zanger. Henk Wijngaard.

### FC Emmen Museum

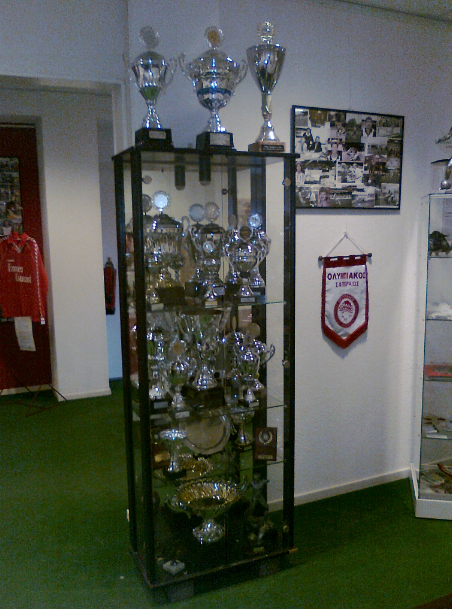
Prijzenkast in het FC Emmen Museum.

Sinds 18 november 2005 heeft de club een eigen museum, gevestigd in het hoofdgebouw van de De Oude Meerdijk. Het museum werd geopend in het bijzijn van onder andere burgemeester Cees Bijl en wijlen commissaris van de Koningin Relus ter Beek. Vrijwilligster, en initiatiefnemer van het museum, Elly Rodenburg werd tijdens de opening onderscheiden als Lid in de Orde van Oranje Nassau. Het museum is tijdens kantooruren geopend en gratis toegankelijk.

### Supporters

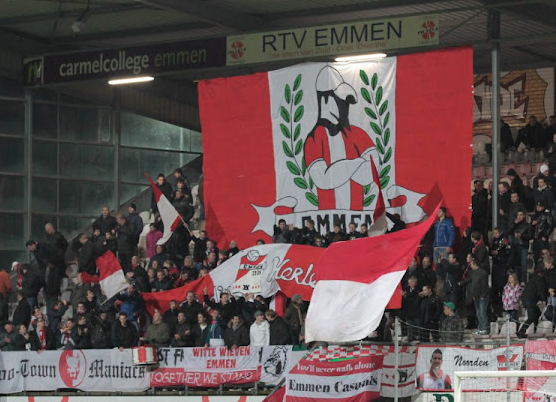
Sfeer voor aanvang van een wedstrijd.

#### Supportersverenigingen
De club wordt ondersteund door twee supportersverenigingen.
De oudste, Supportersvereniging Rood-Wit, bestaat al sinds 1946. Naast de profclub wordt ook de amateurclub Emmen ondersteund. Sinds 2001 beschikt de vereniging over een eigen supportershome in het stadion; de Dug-Out. Eind 2009 leverde de vereniging een belangrijke bijdrage aan het voortbestaan van de club, door een geldbedrag voor versterking van de spelersselectie ter beschikking te stellen, met handhaving in de Eerste divisie als gevolg. Sinds 2014 exploiteert de supportersvereniging alle horecapunten in het stadion, met uitzondering van die in het hoofdgebouw.
Daarnaast is er voor de fanatieke aanhang sinds januari 2016 een tweede supportersvereniging; Brigata Fanatico.

#### Kids Club en Junior Club
Sinds 2006 is er ook een zogenaamde kidsclub, speciaal voor aanhangers tot en met 12 jaar. De kidsclub startte onder de naam De Emmertjes, met een mensachtige figuur genaamd Binkie als mascotte. Eind 2010 kreeg de kidsclub een nieuwe naam, logo en mascotte. Sindsdien is de naam Red White Tigers en de mascotte een tijger genaamd Sibi. Sinds 2018 is er ook een Junior Club voor aanhangers van 13 tot en met 16 jaar.

#### Toeschouwersaantallen
Het hoogste aantal toeschouwers ooit bij een thuiswedstrijd van FC Emmen bedraagt officieel 10.000, hoewel sommige bronnen spreken van 12.000 toeschouwers. Zeker is wel dat het record werd bereikt in het seizoen 1989/90 in een nacompetitiewedstrijd tegen sc Heerenveen. Door de seizoenen heen vertonen de gemiddelde toeschouwersaantallen een duidelijke relatie met de prestaties van de club. De club behaalde in veertig seizoenen betaald voetbal de volgende gemiddelde toeschouwersaantallen:
| 3889 |

| 2722 |

| 2247 |

| 1675 |

| 2988 |

| 2313 |

| 2173 |

| 2209 |

| 2414 |

| 2537 |

| 3933 |

| 5704 |

| 5212 |

| 4986 |

| 4886 |

| 4587 |

| 5792 |

| 4677 |

| 5110 |

| 3685 |

| 3734 |

| 3430 |

| 3371 |

| 2968 |

| 2972 |

| 2672 |

| 2348 |

| 2446 |

| 2690 |

| 3889 |

| 3280 |

| 2950 |

| 3164 |

| 8256 |

| 8184¹ |

| 2400² |

| 6273³ |

| 8152 |

| 7427 |

| 7606 |

¹ Onvolledig seizoen (13 thuiswedstrijden) in verband met coronacrisis. 

² Maximaal aantal toegelaten bezoekers (3 thuiswedstrijden) in verband met coronacrisis. 

³ Alleen wedstrijden (13 thuiswedstrijden) zonder beperkingen in verband met coronacrisis. 

### Maatschappelijke betrokkenheid

#### Naoberschap United
Door middel van de Stichting Naoberschap United organiseert en ondersteunt FC Emmen diverse maatschappelijke projecten. 'Naoberschap' is een term die in (noord)oost-Nederland gebruikt wordt voor 'burenhulp'.
Voorbeelden van activiteiten zijn; kinderen, met behulp van spelers, te stimuleren te lezen en gezond te ontbijten. Ook wordt de 'FC Emmen Streetleague' georganiseerd, waarbij kinderen in hun eigen wijk voetbaltraining krijgen en deelnemen aan sociaal-maatschappelijke workshops. Andere activiteiten zijn onder meer het ondersteunen van mensen met een afstand tot de arbeidsmarkt in het vinden van werk, het organiseren van activiteiten voor eenzame ouderen en het organiseren van wedstrijden voor het 'Walking Football Team' (de OldStars) voor 60-plussers.

#### Drents Verbond
Middels het Drents Verbond werkt FC Emmen samen met diverse amateurverenigingen in de regio. Doel is het vormen van een sportief bolwerk in de regio door middel van intensieve samenwerking op sportief, financieel, organisatorisch en maatschappelijk gebied. Zo worden er ieder seizoen diverse bijeenkomsten en kennissessies georganiseerd en speelt een All Star Team van de leden van het Drents Verbond jaarlijks een oefenwedstrijd tegen FC Emmen.

## Sponsoren
Sinds de toetreding tot het betaald voetbal heeft de club verschillende kleding- en shirtsponsors gehad.
| Periode   | Kledingsponsor | Shirtsponsor                                      |
| --------- | -------------- | ------------------------------------------------- |
| 1985-1988 | Yellow Bird    | American Stores                                   |
| 1988-1989 | Hummel         | Haka Electronics                                  |
| 1989-1991 | Hummel         | Zwiers                                            |
| 1991-1993 | Hummel         | Direktbouw Holland                                |
| 1993-1995 | Hummel         | Meubelboulevard Emmen                             |
| 1995-1997 | Hummel         | Gamma Emmen                                       |
| 1997-2001 | Hummel         | Ariston/Indesit                                   |
| 2001-2004 | Hummel         | Haka Electronics                                  |
| 2004-2006 | Hummel         | Henk ten Hoor (textielwinkels)                    |
| 2006-2007 | Hummel         | KoelGroep Dorenbos                                |
| 2007-2008 | Hummel         | Hof van Saksen                                    |
| 2008-2009 | Legea          | Hof van Saksen                                    |
| 2009-2012 | Legea          | Peter van Dijk Projects & Investments             |
| 2011-2012 | Klupp/Legea    | Peter van Dijk Projects & Investments             |
| 2012-2013 | JAKO           | Sunoil Biodiesel                                  |
| 2013-2015 | Masita         | Sunoil Biodiesel                                  |
| 2015-2016 | Robey          | Q&S Garten Deco                                   |
| 2016-2017 | Robey          | Noordlease (opgegaan in Hitachi Capital Mobility) |
| 2017-2019 | Beltona        | Noordlease (opgegaan in Hitachi Capital Mobility) |
| 2018-2020 | Beltona        | Hitachi Capital Mobility                          |
| 2019-2020 | Hummel         | Hitachi Capital Mobility                          |
| 2020-2023 | Hummel         | EasyToys                                          |
| 2024-2025 | Hummel         | Vandaglas (thuisshirt) / Hydrowear (uitshirt)     |
| 2025-     | Stanno         | Vandaglas                                         |

## Stadion

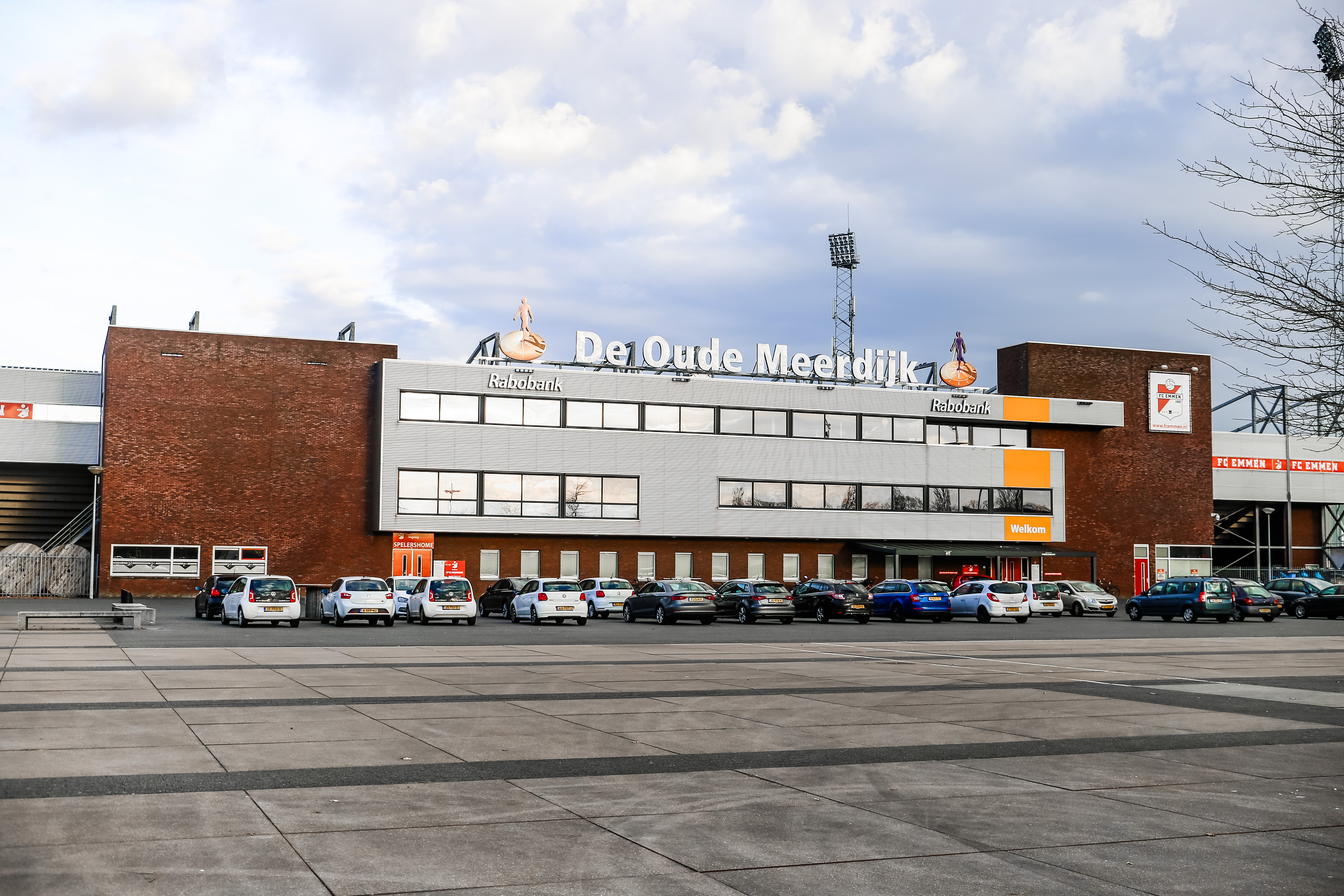
Stadion De Oude Meerdijk

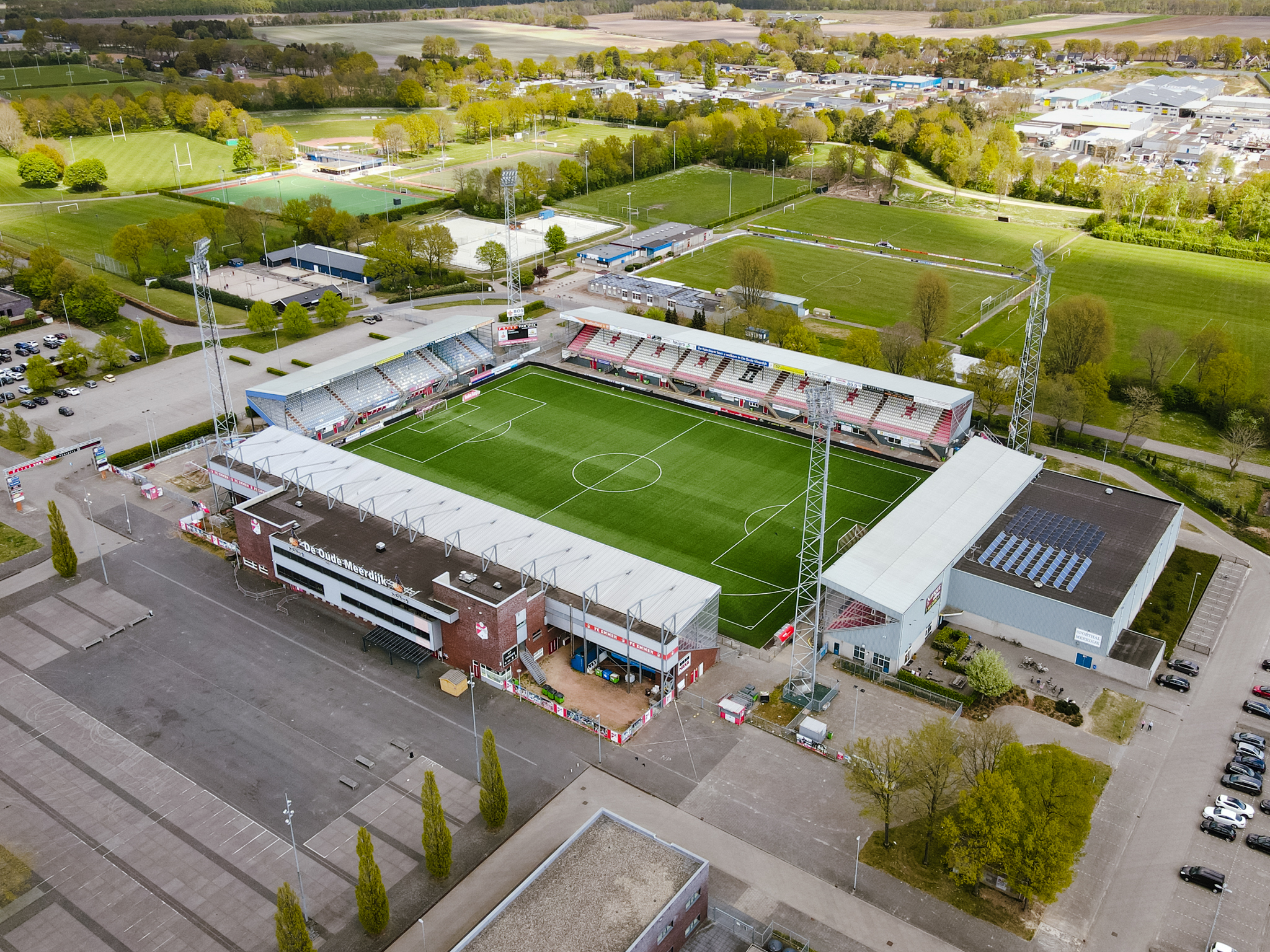

Thuiswedstrijden van FC Emmen worden afgewerkt in een multifunctioneel stadion, gelegen aan het Stadionplein, op sport- en businesspark Meerdijk. Het stadion zelf heette oorspronkelijk ook Stadion Meerdijk. Het complex droeg twaalf jaar lang (vanaf het van het seizoen 2001/02 tot en met het seizoen 2012/13) de (sponsor)naam Univé Stadion, maar de meeste Emmenaren spraken desondanks nog gewoon over de Meerdijk. Van 2014 tot 2017 heette het stadion de JENS Vesting. Met ingang van 1 januari 2018 werd het stadion omgedoopt tot De Oude Meerdijk.

## Rivaliteit

### Rivaliteit met FC Groningen
In FC Groningen heeft FC Emmen een rivaal in het noorden van het land. De wedstrijden tegen die club staan ook wel bekend als de Hondsrugderby genoemd en draaien voornamelijk om het sportieve.

### Rivaliteit met andere clubs
De aartsrivaal van FC Emmen was (in het betaald voetbal) SC Veendam, tot het faillissement van die club in maart 2013.
In de amateurperiode was er sprake van rivaliteit met streekgenoten VV C.E.C. en CVV Germanicus en plaatsgenoot WKE. De grote rivaal destijds was echter VV Zwartemeer, het latere SC Drente. Hoewel SC Drente inmiddels niet meer bestaat en FC Emmen al decennialang niet meer in competitieverband uitkomt tegen de overige clubs leeft bij een deel van de (met name oudere) aanhang van deze clubs nog altijd een rivaliteitsgevoel jegens FC Emmen.

## Eerste elftal

### Selectie
| Nr.           | Naam                 | Nationaliteit    | Contract | Vorige club                   |
| ------------- | -------------------- | ---------------- | -------- | ----------------------------- |
| Doelmannen    |                      |                  |          |                               |
| 1             | Koen Bucker          | Nederland        | 2026     | Roda JC Kerkrade              |
| 16            | Kevin Norder         | Nederland        | ama      | Eigen jeugd                   |
| 28            | Robin Jalving        | Nederland        | 2026     | PSV                           |
| 38            | Luca Unbehaun        | Duitsland        | 2026     | SC Verl                       |
|               | Aaron Wanki          | Nederland        | ama      | Eigen jeugd                   |
| Verdedigers   |                      |                  |          |                               |
| 2             | Jorginho Soares      | Kaapverdië       | 2026     | Telstar                       |
| 3             | Dennis Vos           | Nederland        | 2026     | PSV                           |
| 4             | Christian Østergaard | Denemarken       | 2028     | Randers FC                    |
| 5             | Tim Geypens          | Indonesië        | 2026     | FC Twente / Heracles Academie |
| 6             | Pascal Mulder        | Nederland        | 2026     | HHC Hardenberg                |
| 17            | Lukas Larsen         | Denemarken       | huur     | Brøndby IF                    |
| 22            | Daniël Beukers       | Nederland        | huur     | FC Volendam                   |
| 24            | Juliën Mesbahi       | Marokko          | huur     | FC Twente                     |
| 34            | Gijs Bolk            | Nederland        | 2026     | Eigen jeugd                   |
| Middenvelders |                      |                  |          |                               |
| 7             | Torben Rhein         | Duitsland        | 2027     | FC Bayern München II          |
| 8             | Alaa Bakir           | Jordanië         | 2026     | MSV Duisburg                  |
| 13            | Luca Denk            | Duitsland        | 2028     | Bayern München II             |
| 19            | Adam Claridge        | Denemarken       | 2028     | Brøndby IF                    |
| 20            | Julius Kade          | Duitsland        | 2026     | SV Wehen Wiesbaden            |
| 21            | Djenahro Nunumete    | Nederland        | 2026     | sc Heerenveen                 |
| 23            | Ties Oostra          | Nederland        | ama      | sc Heerenveen -21             |
| 25            | Rodney Kongolo       | Nederland        | 2027     | Roda JC Kerkrade              |
| Aanvallers    |                      |                  |          |                               |
| 9             | Romano Postema       | Nederland        | huur     | FC Groningen                  |
| 10            | Jalen Hawkins        | Verenigde Staten | 2026     | SV Waldhof Mannheim           |
| 11            | Nelson Amadin        | Nederland        | 2027     | TSV Hartberg                  |
| 12            | Freddy Quispel       | Nederland        | 2026     | ACV Assen                     |
| 14            | Stan van Manen       | Nederland        | 2028     | Eigen jeugd                   |
| 18            | Franck Evina         | Kameroen         | 2026     | SV Sandhausen                 |
| 27            | Liam Marheineke      | Duitsland        | ama      | Eigen jeugd                   |

Laatste update: 13 augustus 2025

### Staf
| Naam              | Nationaliteit | Functie                      | Sinds | Contract | Vorige club      |
| ----------------- | ------------- | ---------------------------- | ----- | -------- | ---------------- |
| Technische Staf   |               |                              |       |          |                  |
| Menno van Dam     | Nederland     | Hoofdtrainer                 | 2025  | 2027     | Aalborg BK       |
| Alfons Arts       | Nederland     | Assistent-trainer            | 2024  | 2030     | FC Groningen     |
| Marc Hegeman      | Nederland     | Assistent-trainer            | 2023  |          | FC Klazienaveen  |
| Dennis Telgenkamp | Nederland     | Keeperstrainer & Teammanager | 2025  |          | Roda JC Kerkrade |

Laatste update: 20 augustus 2025

## Overzichtslijsten

### Amateurvoetbal

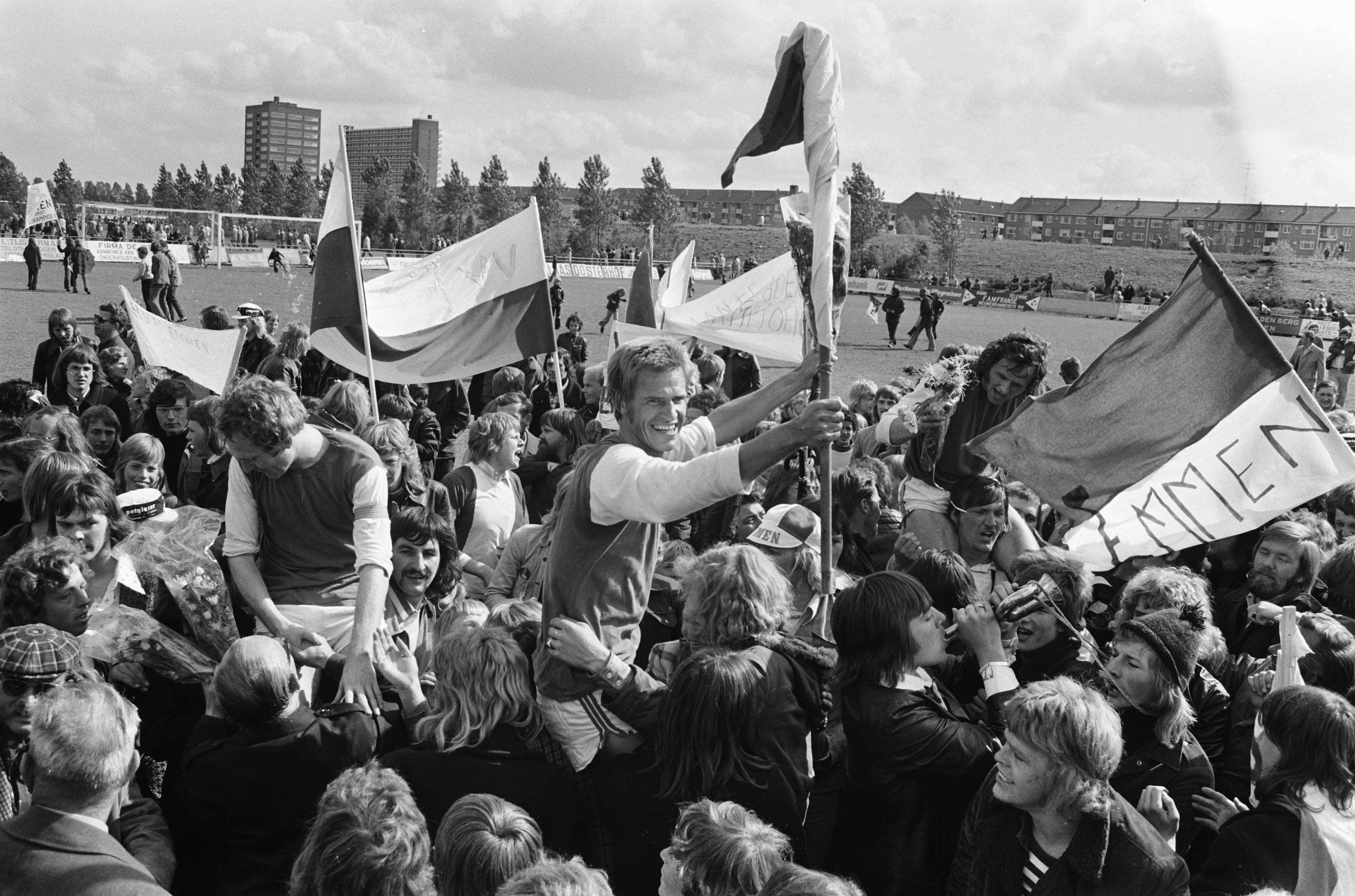
Huldiging van VV Emmen na het kampioenschap

In het amateurvoetbal boekte de club vele successen. In het seizoen 1928/29 werd Emmen voor het eerst Drents kampioen. In 1946 promoveerde de club naar het hoogste niveau; de Eerste Klasse (Noord) van de KNVB, waarin het uiteindelijk drie seizoenen speelde. Het absolute hoogtepunt was echter het jaar 1975; de club luisterde haar 50-jarig bestaan op met het winnen van het kampioenschap van de Hoofdklasse C en het zondag-amateurkampioenschap. De bekendste speler uit de amateurtijd van de club is Jan van Beveren, die later onder andere voor het Nederlands Elftal speelde.

### Betaald voetbal
Vanaf het seizoen 1985/86 speelt FC Emmen in het betaald voetbal. Sindsdien wist de club zich twaalf keer te plaatsen voor de nacompetitie om promotie naar de eredivisie. Na play-offwedstrijden tegen N.E.C. en Sparta Rotterdam in het seizoen 2017/18 wist de ploeg voor het eerst te promoveren en kwam daarom in het seizoen 2018/19 voor het eerst uit in de Eredivisie.

#### Competitieresultaten
- 1986 18e
Eerste divisie
- 1987 16e
Eerste divisie
- 1988 18e
Eerste divisie
- 1989 18e
Eerste divisie
- 1990 6e
Eerste divisie
- 1991 12e
Eerste divisie
- 1992 18e
Eerste divisie
- 1993 12e
Eerste divisie
- 1994 9e
Eerste divisie
- 1995 10e
Eerste divisie
- 1996 2e
Eerste divisie
- 1997 3e
Eerste divisie
- 1998 3e
Eerste divisie
- 1999 3e
Eerste divisie
- 2000 5e
Eerste divisie
- 2001 11e
Eerste divisie
- 2002 5e
Eerste divisie
- 2003 2e
Eerste divisie
- 2004 8e
Eerste divisie
- 2005 19e
Eerste divisie
- 2006 6e
Eerste divisie
- 2007 11e
Eerste divisie
- 2008 9e
Eerste divisie
- 2009 13e
Eerste divisie
- 2010 15e
Eerste divisie
- 2011 13e
Eerste divisie
- 2012 18e
Eerste divisie
- 2013 12e
Eerste divisie
- 2014 12e
Eerste divisie
- 2015 4e
Eerste divisie
- 2016 7e
Eerste divisie
- 2017 9e
Eerste divisie
- 2018 7e
Eerste divisie
- 2019 14e
Eredivisie
- 2020 12e
Eredivisie
- 2021 16e
Eredivisie
- 2022 1e
Eerste divisie
- 2023 16e
Eredivisie
- 2024 7e
Eerste divisie
- 2025 8e
Eerste divisie

In elke staaf van de grafiek staat van boven naar beneden vermeld: 
- Eindnotering

Dit is de positie die de club heeft bereikt in de competitie, zonder eventuele beslissings-, play-off- of nacompetitiewedstrijden die nodig zijn geweest om bijvoorbeeld de kampioen van de competitie te bepalen.
Indien een * achter het getal staat is de notering een tussenstand en kan het zijn dat de notering niet overeenkomt met de uiteindelijke eindstand van de competitie.
Staat er een - dan is het seizoen nog bezig en is er geen definitieve uitslag bekend.
Staat er xx op de positie van de notering, dan heeft de club vroegtijdig de competitie verlaten. Dit kan onder andere komen door terugtrekking van het team, faillissement van de club of door een uitgedeelde straf van de KNVB. In veel gevallen staat elders in het artikel de reden vermeld.
Staat er een ? dan is het resultaat uit het verleden onbekend, en is alleen de competitie of het niveau bekend van dat seizoen.
In de seizoenen 2019/20 en 2020/21 werd wegens de coronacrisis het amateurvoetbal afgebroken. Daardoor kennen deze staven geen eindklassering (middels -- weergegeven).
- Competitieniveau en afdelingsletter of Officiële eindstand Eredivisie
  - Competitieniveau en afdelingsletter

Hierbij geeft het getal het niveau weer, dat ook terug te vinden is in de legenda. De letter is de afdelingsaanduiding en wordt gebruikt wanneer er meer afdelingen zijn op hetzelfde niveau. De afdelingsletter is altijd een hoofdletter en wordt meestal zonder nummer gebruikt.
Voorbeeld: 2F is niveau 2e klasse competitie F.
Het competitieniveau en nummer wordt niet vermeld wanneer er slechts één competitie van dit niveau was.
  - Officiële eindstand Eredivisie (getal staat tussen haakjes vermeld)

Sinds de introductie van play-offwedstrijden voor Europees voetbal na afloop van de reguliere competitie in 2005/06, is de KNVB verplicht een eindstand van de Eredivisie door te geven aan de UEFA aan de hand van deze play-offwedstrijden.
Bij deze eindstand staan clubs die zich hebben gekwalificeerd voor Europees voetbal hoger dan clubs die zich niet wisten te kwalificeren. Indien er geen verschil was tussen de eindnotering en de officiële eindstand, staat dit getal niet vermeld.

- Onderafdeling

Hier staat afgekort de naam van de onderafdeling indien de club in dat jaar in een onderafdeling uitkwam. Tevens staat deze afkorting in de legenda en wordt gelinkt naar het artikel over deze onderafdeling. Deze afkorting wordt alleen vermeld wanneer de club in het verleden in verschillende onderafdelingen heeft gespeeld. Deze vermelding is in de staaf altijd in kleine letters. Deze onderafdelingen zijn na het seizoen 1995/96 afgeschaft. Heeft de club in slechts één onderafdeling gespeeld, dan is dit alleen terug te vinden in de legenda.
Onder de staaf staat het jaartal vermeld waarin het seizoen is afgesloten. 15 verwijst naar het seizoen 2014/15 of eventueel het seizoen 1914/15.
Wanneer een staaf leeg is, zijn deze gegevens niet bekend. Het kan ook zijn dat de club dat seizoen niet heeft meegespeeld op het hogere amateurniveau, vroegtijdig de competitie heeft verlaten of uit de competitie is gezet.

In het seizoen 1944/45 was er wegens de Tweede Wereldoorlog geen regulier competitievoetbal.
- Eredivisie
- Eerste divisie

## Bekende (oud-)Rood-Witten

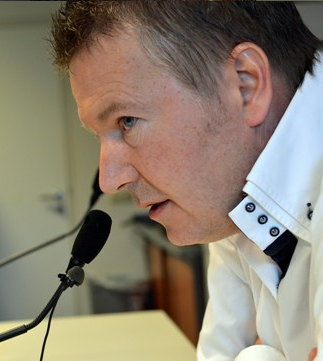
Ronald Lubbers, de huidige voorzitter, behoedde de club tot tweemaal toe voor een dreigend faillissement.

### Voorzitters
Sinds de toetreding van FC Emmen tot het betaalde voetbal in 1985 heeft de club 9 voorzitters, dan wel algemeen directeurs, gehad. De eerste voorzitter was Dick Kreijkes, hij was ook voorzitter van de commissie die verantwoordelijk was voor de totstandkoming van de profclub Emmen. Zijn opvolger, Geert Weggemans, bracht de scheiding tussen de amateurtak en de proftak aan. Onder het bewind van Alle Pijlman werd de club op sportief gebied zeer succesvol en werd veelvuldig de nacompetitie gehaald. Keerzijde van de medaille was echter dat de club mede hierdoor in zware financiële problemen kwam. Pas jaren later werd door het duo Ronald Lubbers en Henk Eising afgerekend met de schulden uit het verleden, nadat een faillissement lange tijd dreigde. Uiteindelijk was het Eising die de club weer financieel gezond wist te maken. 

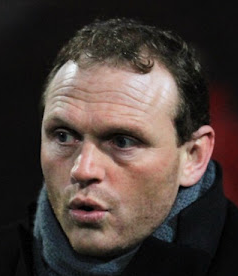
Joseph Oosting, speelde 256 wedstrijden en bekleedde na zijn voetbalcarrière diverse functies bij de club.

Op sportief vlak was hij echter beduidend minder succesvol. In het seizoen 2009/10 besloot de KNVB tot het invoeren van een degradatieregeling en leek de club lange tijd veroordeeld tot een terugkeer naar het amateurvoetbal. In de winterstop werden Eisings taken echter overgenomen door Gerrit Volkers, die in samenwerking met een groep grote sponsoren en Azing Griever de komst van verschillende versterkingen mogelijk maakte. Hierdoor speelde de club zich al vlot na de winterstop uit de degradatiezorgen. In januari 2012 werd bekend dat de club in grote financiële problemen verkeerde, waarop de Raad van Commissarissen besloot definitief niet door te gaan met Volkers. Ronald Lubbers is dan inmiddels teruggekeerd bij de club als bestuursvoorzitter en prioriteitsaandeelhouder en hij weet de club te behoeden voor het verlies van de licentie betaald voetbal en een faillissement.

### Trainers
Sinds de toetreding van FC Emmen tot het betaalde voetbal in 1985 heeft de club 18 trainers gehad. Interim-trainers zijn hierbij niet meegerekend. De eerste trainer was Theo Verlangen, hij was drie volledige seizoenen hoofdtrainer en daarmee is hij samen met de tweede trainer, Ben Hendriks, de een na langstzittende trainer ooit bij FC Emmen. Deze trainers en hun opvolgers waren echter niet erg succesvol, in de eerste tien seizoenen betaald voetbal wist de club slechts tweemaal linkerrijtje te halen. Met de komst van Azing Griever in het seizoen 1995/96, veranderde dat; hij leidde FC Emmen in zijn eerste jaar naar de tweede plaats en eindigde vervolgens twee keer op de derde plaats.
Ook werd hij door de VVCS genomineerd voor de titel Trainer van het jaar 1996. In oktober 1998 werd hij echter ontslagen na ontevredenheid binnen de spelersgroep. Vervolgens vonden in een relatief korte tijd veel trainerswisselingen plaats, mede hierdoor werden de resultaten van de club erg wisselvallig. Zelfs Griever was, in de functie van technisch manager, jaren na zijn ontslag als hoofdtrainer nog eens tweeënhalve maand werkzaam als interim-trainer. Hij stelde in René Hake zijn eigen opvolger aan, en ook die diende zijn contract niet uit; aan het einde van het seizoen 2011/12 gingen de partijen met wederzijds goedvinden uit elkaar.
Vervolgens wordt met Joop Gall een trainer aangesteld die langer bij de club blijft. Na drie seizoenen wordt zijn contract echter niet verlengd. Zijn opvolger, oud-speler Marcel Keizer, vertrok al na een half jaar en werd opgevolgd door Gert Heerkes als interim-trainer. Voor het seizoen 2016/17 wordt Dick Lukkien aangesteld als nieuwe trainer. In zijn tweede seizoen loodst hij de club, via de play-offs, voor het eerst in haar bestaan naar de Eredivisie. Daarin weet hij tweemaal op rij handhaving te bewerkstelligen, waarna er via de play-offs gedegradeerd wordt. Het seizoen daarop bezorgt Lukkien FC Emmen echter het eerste kampioenschap in de geschiedenis (in het betaald voetbal) en promoveert zodoende weer naar de Eredivisie. Hij werd in dat seizoen door zowel de Eerste divisie, als in het kader van de Rinus Michels Award uitgeroepen tot Beste trainer van de Eerste Divisie.

### Spelers
Sinds de toetreding tot het betaald voetbal in 1985 speelden 421 voetballers één of meer officiële wedstrijden voor de club (bijgewerkt tot en met 7 februari 2021).
Michel van Oostrum speelde de meeste wedstrijden (339) voor de club en maakte tevens de meeste doelpunten (186). Hij werd tweemaal Eerste divisie voetballer van het jaar (1995 en 1996) en tweemaal topscorer van de Eerste divisie. Jan de Jonge is tweede wat betreft het aantal doelpunten (100) en derde wat betreft het aantal wedstrijden (270). De meeste doelpunten in één seizoen werden gemaakt door Donny de Groot (30), daarmee verdiende hij zowel de titel van topscorer van de Eerste divisie, als die van Eerste divisie voetballer van het jaar. In het seizoen 2010/11 werd Tjaronn Chery uitgeroepen tot grootste talent van de Eerste divisie.
De jongste debutant ooit in een competitiewedstrijd is Dave Padding, hij was bij zijn debuut 16 jaar, 11 maanden en 8 dagen oud.

## Jeugdopleiding
FC Emmen had tot 2009 een zelfstandige jeugdopleiding. Het meest succesvolle seizoen was 2002/03, toen de A-junioren en de B-junioren uitkwamen in de eredivisie, terwijl ook de C-junioren op het hoogste landelijke niveau uitkwamen. Het grootste succes van het A-junioren team was het kampioenschap van Nederland in het seizoen 1975/76.
In 2009 werd de jeugdopleiding, mede vanuit financiële overwegingen, samengevoegd met de opleiding van sc Heerenveen.
Sinds het seizoen 2013/14 werkt FC Emmen weer met een volledig eigen jeugdopleiding. De reden om de jeugdopleiding weer opnieuw op te starten waren:
- Een goede jeugdopleiding zorgt voor een sterke binding met de regio.
- De identiteit van de club is beter gewaarborgd.
- Meer kans op doorstroming van regionale talenten naar het eerste elftal van FC Emmen.

De opleiding bestaat sinds het seizoen 2015/16 uit 8 elftallen. Inmiddels werpt de jeugdopleiding haar eerste vruchten af in de zin van dat jeugdspelers in beeld komen voor vertegenwoordigende nationale teams. Op 11 september 2015 kreeg de jeugdopleiding van FC Emmen het certificaat Regionale Jeugdopleiding van de KNVB.
Voorbeelden van spelers die (een deel van) hun jeugdopleiding bij FC Emmen doorliepen zijn Bas Dost, Mark-Jan Fledderus, Jos Hooiveld, Jürgen Locadia, Jelle ten Rouwelaar, Kjell Scherpen, Bas Sibum, Luciano Slagveer en Rick ten Voorde.